# 生命周期基金
生命周期基金（英語：target date fund）是根据基金目标持有人的年龄不断调整投资组合的一种证券投资基金。
生命周期基金一般都有一个时间上的目标期限，随着所设定目标时间的临近，基金则会不断调整其投资组合，降低基金资产的风险，追求在和目标持有人在生命不同阶段的风险承受能力相适应的前提下实现资本的最大增值。